# Kirche Hl. Vasilije Ostroški (Novi Beograd)
Die Kirche Hl. Vasilije Ostroški (serbisch: Црква Светог Василија Острошког Чудотворца, Crkva Svetog Vasilija Ostroškog Čudotvorca) ist eine serbisch-orthodoxe Kirche in der serbischen Hauptstadt Belgrad.
Das von 1996 bis 2001 erbaute Gotteshaus, ist die Pfarrkirche der Kirchengemeinde und der Pfarreien I–IV der Kirche Hl. Vasilije Ostroški im Dekanat Zemun–Novi Beograd der Erzeparchie Belgrad und Karlovci der serbisch-orthodoxen Kirche.
Die Kirche ist dem Hl. Vasilije Ostroški dem Wundertäter geweiht und ist auch als Beogradski Ostrog (Belgrader Ostrog) bekannt. Sie gehört zu den markantesten Kirchengebäuden der Metropole an der Mündung der Save in die Donau.

## Lage
Die Kirche steht auf dem Territorium der Belgrader Stadtgemeinde Novi Beograd in der Wohnsiedlung Bežanijska kosa auf dem Gebiet des Blockes 49 an der Straße Ulica Partizanske avijacije. Die genau Adresse der Kirche lautet Ulica Partizanske avijacije Nr. 25.
Im umzäunten Kirchhof steht neben der Kirche auch das Pfarrhaus und der Kirchbrunnen. Auf dem Brunnen wurde auch ein verirrtes Schrapnell aus der Zeit der NATO-Bombardierung installiert.
Bei der Kirche befindet sich eine Postfiliale und der Kindergarten Vrabac.
Der Kirchhof ist dekorativ hergerichtet und besitzt ein Haupteingangsportal und ein Nebeneingangsportal. Der monumentale Haupteingang ist mit einer mehrstufigen Treppe und einem orthodoxen Kreuz ausgestattet.
Im Pfarrhaus befindet sich ein Kirchensaal, der den Pfarreiangehörigen als Versammlungsort dient.

## Geschichte

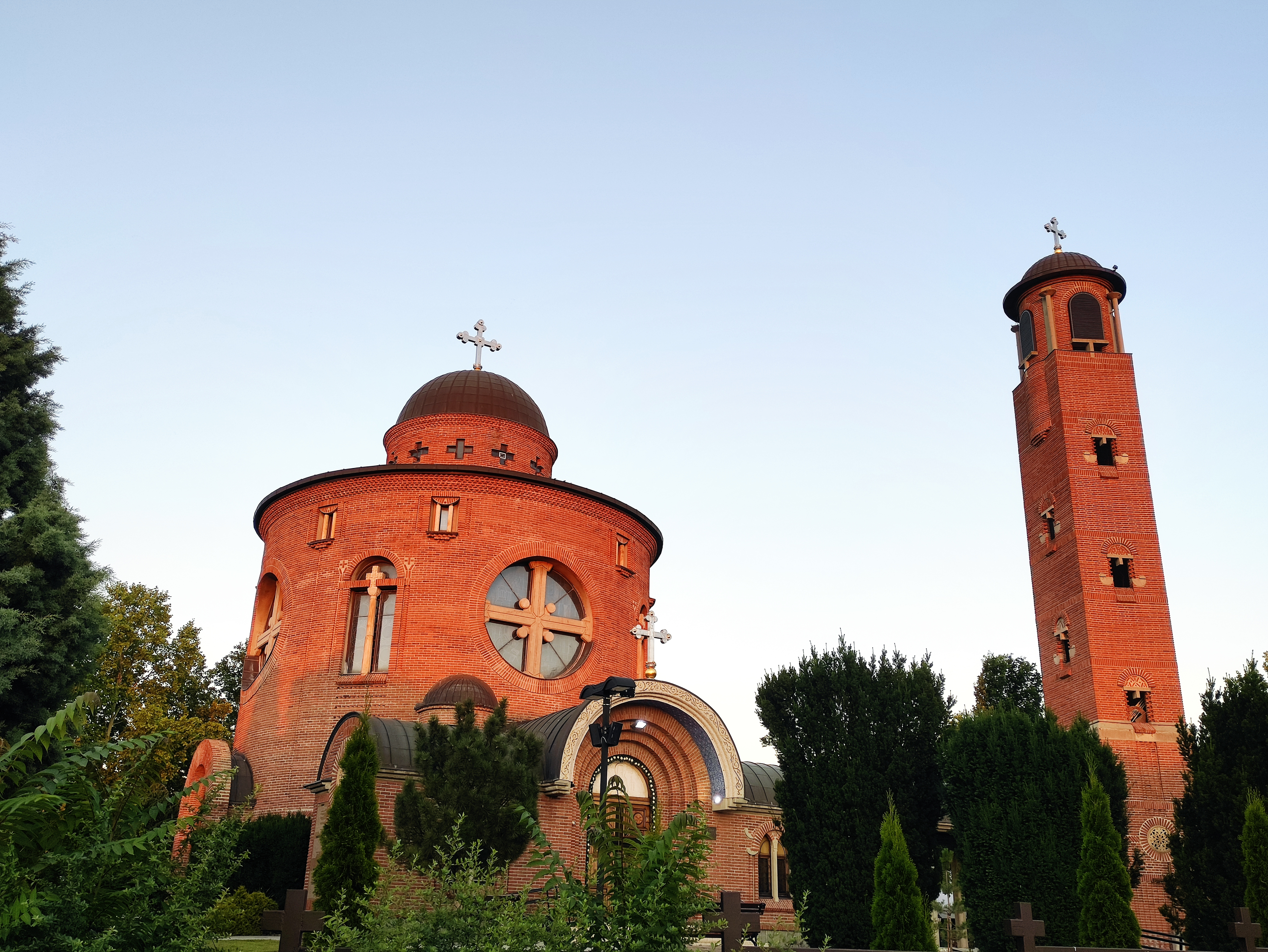
Die Kirche und der Glockenturm

Die Kirche Hl. Vasilije Ostroški ist das erste Kirchengebäude, das nach dem Zweiten Weltkrieg auf dem Territorium von Novi Beograd erbaut wurde.
In den 1980er Jahren wurde mit dem Bau der Wohnsiedlung Bežanijska kosa begonnen, die sich an einem Hang oberhalb der Siedlung (Stara) Bežanija befindet. Bis 2001 gehörte diese Siedlung zur Pfarrkirche Hl. Großmärtyrer Georg in der Siedlung Bežanija.
Die Idee zum Bau der Kirche Hl. Vasilije Ostroški, die sich im Zentrum von Bežanijska kosa befindet, wurde Anfang der 1990er Jahre aufgenommen. Auf Anregung von Erzpriester Petar Ilić, dem ehemaligen Pfarrpriester der Mariä-Geburt-Kirche in Zemun, wurde ein Initiativausschuss gebildet, der sich neben Vertretern der serbisch-orthodoxen Kirche auch aus mehreren bedeutenden Intellektuellen zusammensetzte, um einen Standortantrag zum Bau einer Kirche, zu stellen. 1995 wiesen die Stadtbehörden ein 56 Hektar großes Grundstück für den Bau der Kirche zu.
Kurz darauf, am 9. Juli 1996, weihte der damalige Patriarch Pavle das aufgestellte Kreuz und das Bauland und segnete den Kirchenbau, der dem Hl. Großmärtyrer Dimitri geweiht werden sollte. Obwohl der Wunsch der Einwohner der Bežanijska Kosa, von denen viele aus der Herzegowina und Montenegro (den Geburtsort und Wirkungsorten des Hl. Vasilije) stammen, darin bestand, die Kirche dem Hl. Vasilije Ostroški zu weihen, wollte Patriarch Pavle, dass das Gotteshaus, als Ausdruck der Dankbarkeit gegenüber dem griechischen Volk, einem der größten griechischen Heiligen geweiht werden sollte.
Auch wurde die Nachricht über den Bau der Kirche Hl. Großmärtyrer Dimitri über die Medien verbreitet. Bei der Einweihung der Kirchenfundamente wurde das Kirchengebäude auf Drängen der Pfarrangehörigen und der Mitglieder des Bauausschusses dem Hl. Vasilije Ostroški geweiht. Vorsitzender des Bauausschusses war Dušan Jajčanin.
In Novi Beograd wurde inzwischen eine neue große Kirche Hl. Großmärtyrer Dimitri erbaut. Bei der Einweihung der Kirchenfundamente durch Patriarch Pavle am 25. Mai 1997 wurde ein aus dem Kloster Ostrog mitgebrachter Stein in das Fundament selbst gelegt. Bis Ende 1997 war der Bau der Kirche und des Glockenturms abgeschlossen, und trotz des NATO Bombardements Jugoslawiens in Folge des Kosovokrieges wurden 1999 die umfangreiche Arbeiten am Kirchenbau fortgesetzt.
Während der Bombardierung der Hauptübertragungsleitung auf der Bežanijska Kosa fiel eine große Bombe vor die Kirche, explodierte jedoch nicht. In Erinnerung an dieses Ereignis, wurde schon am 25. März 1999 im Auftrag des Architekten Mitrović, auf der Nordseite der Kirchenfassade der 24. März 1999 (der Beginn der Bombardierung) aus Ziegelsteinen verewigt. Dies ist das erste bekannte Denkmal an den NATO-Einsatz gegen Jugoslawien in Serbien. Am Feiertag des Hl. Vasilije Ostroški, trotz des bestehenden Luftalarms, hielt Patriarch Pavle die Heilige göttliche Liturgie in der überfüllten Kirche und Kirchhof ab.
Das Kirchengebäude wurde am 12. Mai 2001, dem Feiertag des Hl. Vasilije Ostroški, vom Patriarchen Pavle unter Beisein von vielen Gläubigen feierlich eingeweiht. Die Kirche wurde durch die großzügigen Spenden der Pfarreimitglieder und der Bevölkerung erbaut.

## Architektur

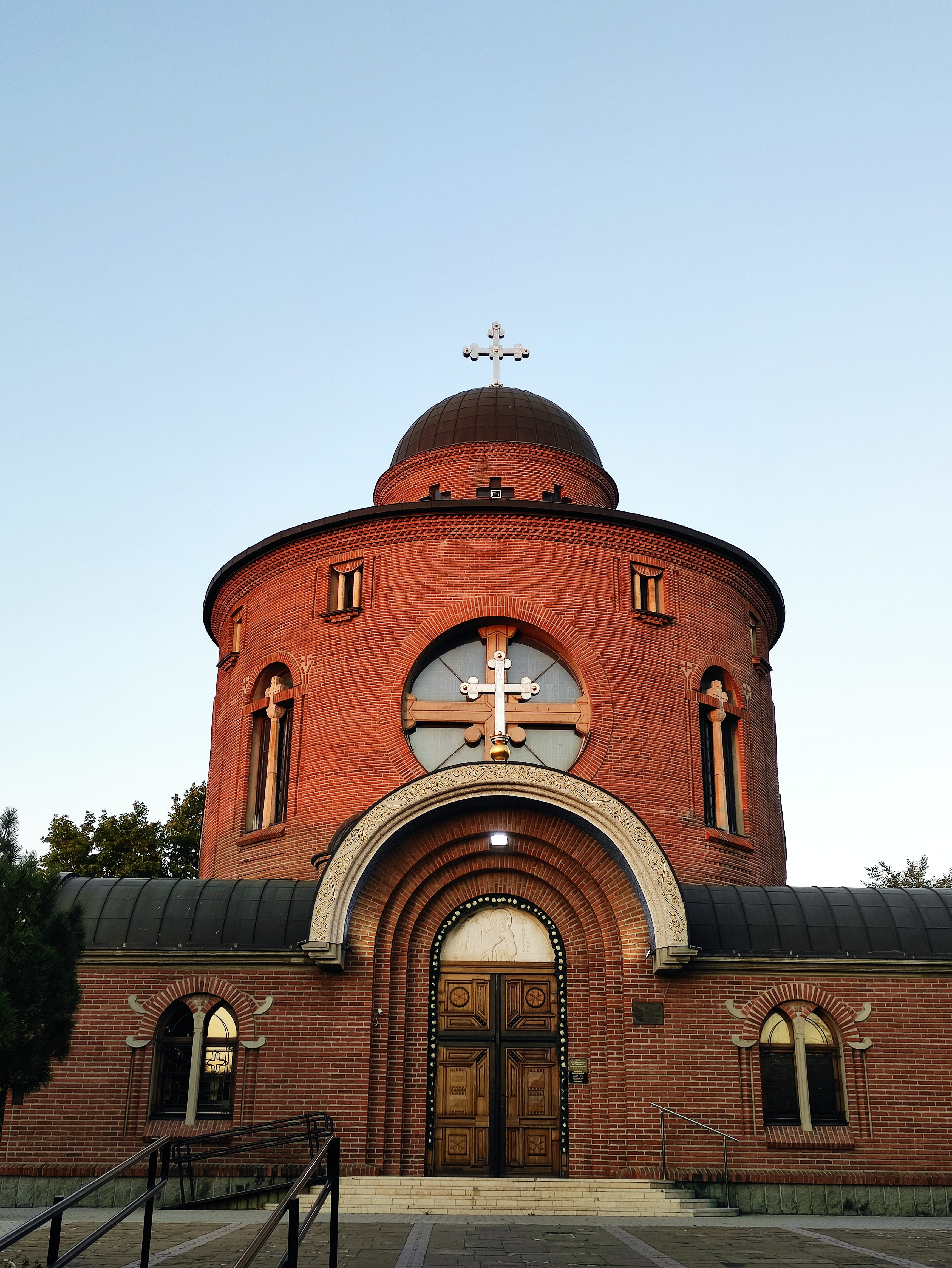
Westfassade der Kirche

In den 1990er Jahren, nach dem Fall des Sozialismus im ehemaligen Jugoslawien und dem neu Erwachen des religiösen Lebens, wurden im ganzen Land eine große Anzahl an neuen Kirchenbauten erbaut oder begonnen. Die meisten neuen Kirchenbauten wurden in der Manier der altbekannten Architekturstile, vor allem des serbisch-byzantinischen Stils entworfen.
Die Konzeptionen der Kirche und des Pfarrhauses stammen vom bekannten Belgrader Architekten Mihajlo Mitrović. Als einer der wichtigsten Vertreter des Brutalismus hinterließ Architekt Mitrović bedeutende Werke. Der Entwurfsplan für die Kirche auf der Bežanijska kosa war sein letztes großes Projekt.

### Kirchenäußeres
Mitrović suchte Inspiration für die Schaffung dieses Projekts in der frühchristlichen bzw. serbisch-mittelalterlichen Architektur mit der Hinzufügung von modernistischen und schlichten Architekturdetails. Als Gebäude mit einfacher Struktur konzipiert, wurde die Kirche in Form einer Rotunde mit drei niedrigeren Anbauten errichtet: einer dreiblättrigen Altar-Apsis im Osten, einer Vorhalle im Westen und einem Glockenturm im Süden. Ein Detail, das ein Element der schlichten Architektur darstellt, ist die gewölbt-geschlossene Vorhalle, die den Glockenturm und die Rotunde verbindet. Mit diesem Konzept erreichte Architekt Mitrović, dass der Kircheninnenraumes ohne innere Säulen auskommt.
Aufgrund der beeindruckenden Fassade in Form von rotem Backstein und der Form der Kirche hat sie eine gewisse Ähnlichkeit zur Römisch-katholischen Kirche St. Antonius von Padua im Stadtbezirk Zvezdara. Der Kirchenbau wurde aus grob gebrannten Backsteinen im reduzierten Format mit breiten und tiefen Fugen gebaut, die sich dezent und assoziativ an die mittelalterliche serbische Sakralarchitektur anlehnen.

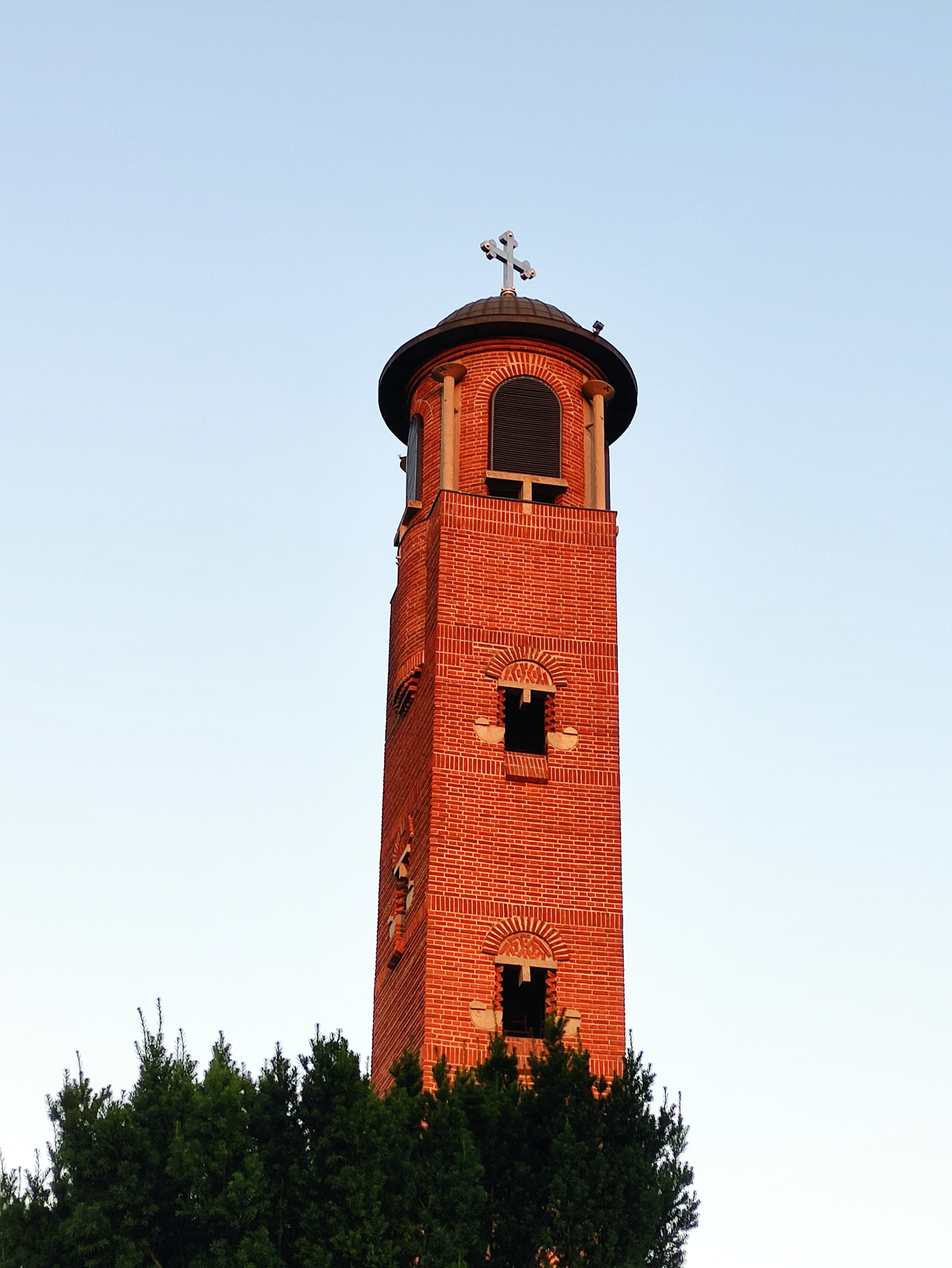
Der Glockenturm mit Kreuz

Die Kirche wurde auf einem kleinen Hügel gebaut, gerade genug, um die Umgebung zu dominieren. Die Grundkonstruktion der Kirche besteht aus Beton. Es ist ein modernes Material, ohne das die moderne Architektur nicht auskommen könnte, aber die gesamte Außenfläche der Kirche ist mit Ziegeln ausgekleidet. Ziegel ist ein traditionelles Material, das in der byzantinischen und serbischen mittelalterlichen Architektur verwendet wurde, daher erinnert seine Verwendung an der Kirche an das serbische mittelalterliche Erbe.
Weitere dekorative Motive an der Fassade selbst sind Reliefrosetten, die mit ihren floralen Formen, auf die Rosetten der Morava-Schule verweisen. Ornamente sind eine Transposition von Elementen, die im Morava-Stil verwendet werden. Die Grundidee findet sich also im Morava-Stil wieder, aber diese Elemente wurden in das neue moderne Ganze eingearbeitet.
Architekt Mitrović verwendete vier aufeinander abgestimmte Fensterformen, um den Innenraum mit viel Licht zu füllen. Die Rotunde selbst wird von großen Oculus dominiert, die auf alle vier Himmelsrichtungen verteilt sind. Sie sind mit Mosaikdarstellungen der Hl. Evangelisten gefüllt, die im Inneren am auffälligsten sind, während das griechische Kreuz das wichtigste dekorative Element auf der Außenseite ist. Zwischen den Oculus sind längliche Biforium-Fenster platziert, die eine ungewöhnliche Kombination aus dem altbekannten Kreuz und modernen Formen darstellen. Noch kleinere quadratische werden unter dem Kranz der Rotunde platziert, während die Kreuzfenster auf der Kuppel platziert wurden.
Gleich am Kircheneingang wurde ein dekoratives Element wie im Kloster Hilandar auf den Boden platziert, wodurch eine direkte Verbindung zwischen diesen beiden aus verschiedenen Zeitepochen stammenden Gotteshäusern, hergestellt wurde. Im Kircheninneren wurde ein großer runder Kronleuchter aufgestellt, der nach dem Vorbild des Klosters Visoki Dečani gegossen wurde.
Patriarch Pavle segnete dieses Projekt mit der Begründung, dass der Kirchenbau über den Rahmen des Kopierens alter Formen hinausgehen und eine Lösung bieten sollte, die der umgebenden Architektur angemessen ist und den Kanonen der Kirche entspricht. Das Gotteshaus stellt ein kompositorisch solides und künstlerisch homogenes Ganzes dar, das durch ein modernes Konstruktionsverfahren erreicht wird.

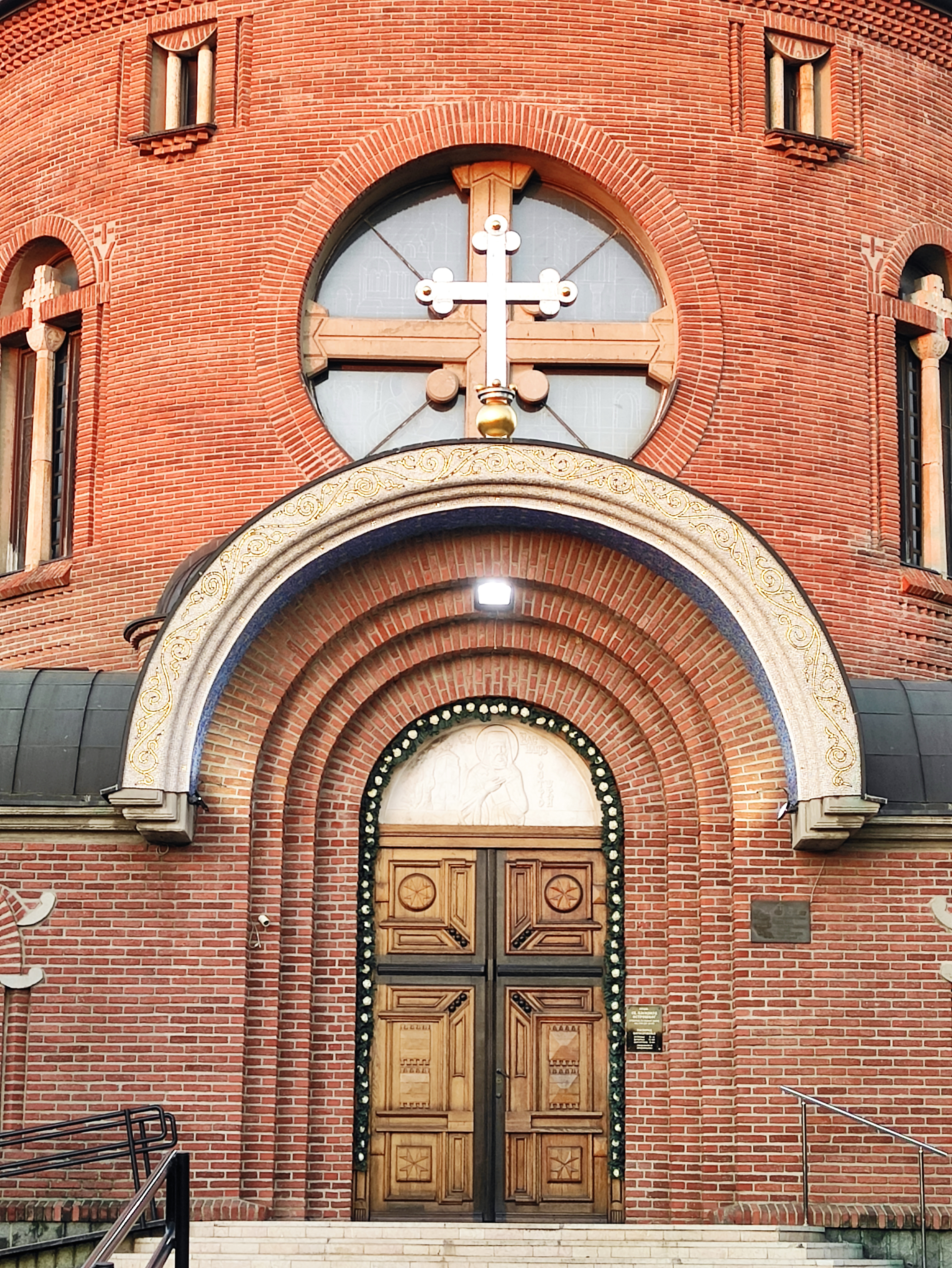
Der Haupteingang der Kirche

Die Kirche besitzt einen Haupteingang an der Westfassade über dem ein Patronatsmosaik des Hl. Vasilije Ostroški sich befindet. An der Nordfassade befindet sich ein Nebeneingang über dem ein Mosaik des Hl. Großmärtyrer Dimitri platziert ist und an der Südfassade ein weiterer Nebeneingang über dem sich ein Mosaik der Hl. ehrwürdigen Mutter Petka Paraskeva sich befindet. Es gibt zudem zwei kleine Eingänge, einer an der südlichen Nebenapside im Osten und einer an der Südseite der Vorhalle.
Die Kirche ist auch mit zahlreichen Glasmotiven im serbisch-byzantinischen Stil an allen Fenstern geschmückt, die im Glasmalerei-Atelier „Stanišić“ aus Sombor hergestellt wurden. Auf den großen Fenstern sind die Hl. Evangelisten abgebildet, und auf den Bogenfenstern befinden sich schöne Ornamentarbeiten. Die Bögen über der Eingangstür im Mosaik, sowie die Ikone des Hl. Nikolaus von Myra im Mosaik über der Tür des Glockenturmes wurde von Professor Vlado Todorović angefertigt. Die Kirche besitzt an ihrer Nordwand Tafeln, auf denen die Namen der Ktitoren (Stifter) verewigt sind.

### Kircheninnenraum
Die Arbeiten an der Freskenmalerei der Kirche wurden dem prominenten Ikonenmaler Dragomir Marunić anvertraut, der von 2002 bis 2003, die 1000 m² des Kircheninnenraumes in der Seccomalerei mit künstlerisch hochwertvollen byzantinischen Wandmalereien bemalte. Seine kompositorische Malerei ist dabei monumental und entspricht der Morava-Schule, die für die serbische mittelalterliche Malerei charakteristisch ist. Auch malte er die Ikonen der Ikonostase der Kirche.
Die Kirche besitzt in der Vorhalle zwei kleine Nebenbauten, in einem befindet sich der Kirchladen und im anderen eine kleine Kapelle zum Kerzen anzünden.
Im Kirchenraum befindet sich an der Westseite der Chorbalkon und im Osten die künstlerisch wertvolle, reich geschnitzte, hölzerne Ikonostase. Die Ikonostase ist folgend aufgebaut: Die Nordtür ist mit der Ikone des Hl. Erzengel Michael geschmückt, um die Tür sind sechs der 12 großen Hl. Apostel platziert. Der Hauptteil der Ikonostase ist mit den Thronikonen geschmückt in folgender Reihenfolge von Norden nach Süden: Hl. Vasilije Ostroški, die Allerheiligste Gottesmutter Maria mit Jesuskind, die Zarentür mit der Mariä Verkündigung, Jesus Christus und der Hl. Johannes der Täufer.
Über den Thronikonen befindet sich die Kreuzigungsszenerie. An den Hauptteil der Ikonostase schließt sich die Südtür an, geschmückt mit der Ikone des Hl. Erstmärtyrer und Erzdiakons Stefan um diese sind die restlichen sechs Hochaposteln platziert.
Die Kirche besitzt einen Bischofs- und Gottesmutterthron.

## Pfarrei und Kirchengemeinde Kirche Hl. Vasilije Ostroški

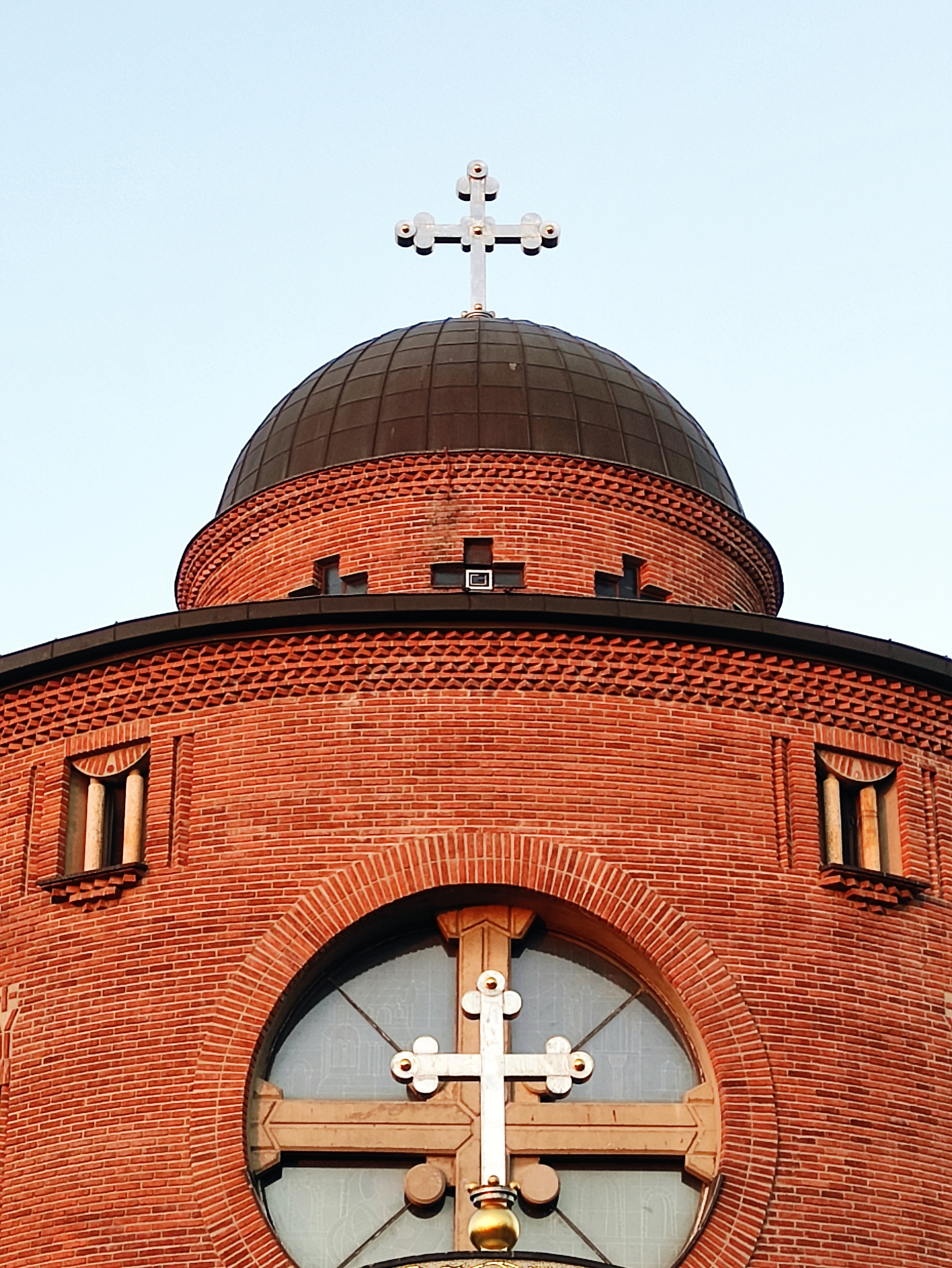
Die Kuppel der Kirche

Die Pfarrei zeichnet sich neben der ungewöhnlichen Architektur der Kirche selbst durch ihre äußerst fruchtbare Missionstätigkeit aus, die eine große Anzahl von Gläubigen anzieht. Seit Jahren hält der Klerus der Kirche geistliche Tribünen mit dem Titel „Gespräche über den Glauben“, die mit Erzpriester und ersten Pfarrpriester sowie Initiator des Kirchenbaus, Petar Ilić, begannen.
Sie sind als Synthese aus theologischen Vorträgen und Religionsunterricht für Erwachsene sowie geistlicher Beratung von Gläubigen konzipiert, wobei der Dialog zwischen Vortragenden und Zuhörern betont wird. Zusätzlich zu diesen Tribünen wurden bei einigen Gelegenheiten äußerst gut besuchte Vorträge großer Persönlichkeiten der serbisch-orthodoxen Kirche, organisiert.
Die Verlagstätigkeit der Kirche, die sich bisher auf den Druck der Gemeindezeitung „Ostrog“ konzentrierte, die die Gemeindemitglieder über den Gottesdienstplan und alle wichtigen Ereignisse in der Kirche informieren soll, wurde durch die Zeitschrift „Prvolik“ bereichert.
Der Klerus widmete den jüngsten Gemeindemitgliedern besondere Aufmerksamkeit, für die Danijela Marković mit Hilfe der Religionslehrerin Bojana Radičević, den Kreativworkshop „Zvončići“ leitet und Kinder im Alter von 2 bis 10 Jahren zusammenbringt, um Kontakte zu knüpfen, sich zu treffen und kreative und praktische Denkweisen zu entwickeln. Die Idee ist, das Miteinander von Kindern unterschiedlichen Alters, Interessen und Wissensstandes zu fördern.
Seit 2001 ist in der Kirche ein recht erfolgreicher gemischter Kirchenchor aus etwa 30 Mitgliedern aktiv, ebenso wie ein Jugend- und Kinderchor. Geleitet werden die Chöre von den Dirigentinnen Katarina Božić und Višnja Dimitrijević.
Derzeitiger Vorsteher der Kirche ist Predrag Timotijević. Es amtieren noch drei weitere Priester in der Pfarrei und Kirche.
Als große Besonderheit besitzt die Kirche den Sarg in dem 1996 die Gebeine des Hl. Vasilije Ostroški ruhten, die bei der feierlichen Prozession durch die östliche Herzegowina getragen wurden. Den Sarg hatte der Metropolit der Metropolie von Montenegro und dem Küstenland, Amfilohije Radović, der Kirche geschenkt. Auch organisiert die Kirchengemeinde einmal jährlich eine Pilgerreise zum Kloster Ostrog.
In der Kirche werden dreimal wöchentlich feierliche Bittgottesdienst, sogenannte Akatiste, abgehalten. Sonntags zu Ehren des Hl. Vasilije Ostroški, Dienstags zu Ehren des Hl. Johannes von Shanghai und San Francisco und Donnerstags zu Ehren des Hl. Nektarios von Ägina. Vom Hl. Johannes von Shanghai und San Francisco, besitzt die Kirche einen kleinen Teil der Reliquien.